# Formación Baharija

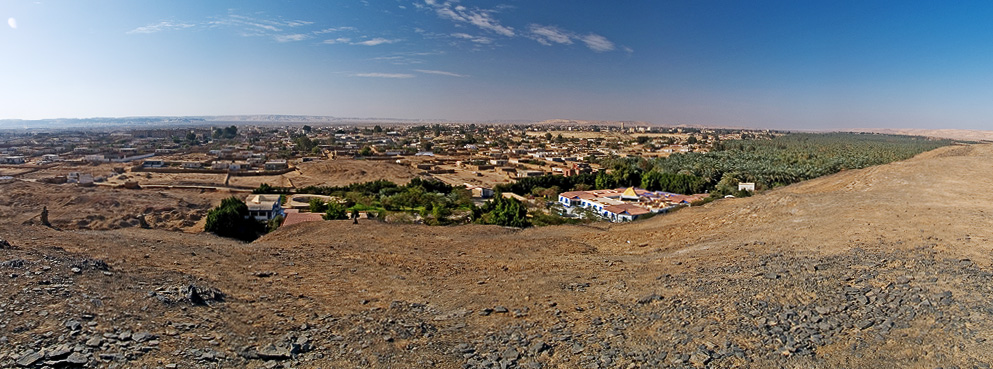
Oasis de Baharija

La Formación Baharija o Bahariya es una formación geológica, en el oasis del mismo nombre en Egipto Central. Los sedimentos pertenecen al Cretácico superior, hace aproximadamente 95 millones de años, durante en Cenomaniense. La presencia de fósiles de peces óseos en estos sedimentos sugiere un hábitat de tipo estuario sobre el antiguo mar de Tetis. Está compuesta por rocas areniscas y pizarra intercaladas. El desierto occidental de Egipto es un área prolífica de la producción del hidrocarburos, con estimado de reservas 2700 de MMBOE, de los cuales la Formación Baharija, es una de las principales.

## Fauna de la Formación Baharija
- Lepidosauria
  - Simoliophis
- Dinosauria
  - Saurópodos
    - Aegyptosaurus
    - Paralititan
    - Rebbachisaurus
    - Dicreosáurido indet
    - Sauropoda indet..

  - Terópodos
    - Bahariasaurus
    - Carcharodontosaurus
    - Spinosaurus
    - Elaphrosaurus sp.
    - Theropoda indet.
- Crocodilia
  - Stomatosuchus

Gran cantidad de fauna acuática como cangrejos (Decapoda: Brachyura: Necrocarcinidae) y peces óseos (Osteichthyes: Actinopterygii: Polypteridae), estos de agua dulce. y cartilaginosos
- Elasmobranchii (22 taxones en total)
  - Sechmetia aegyptiaca – Rajidae
  - Carcharoides planidens – Lamnidae
  - Tribodus - Hybodontiformes
- Osteichthyes
  - Enchodus sp. – Salmoniformes
  - Mawsonia lybica – Coelacanthiformes
  - Polypterus bertheli – Polypteridae
  - Pycnodus sp. – Actinopterygii
  - Dipnoi Indet.